# 스테잉 얼라이브
스테잉 얼라이브(Staying Alive)는 미국에서 제작된 실베스터 스탤론 감독의 1983년 코미디, 드라마, 뮤지컬 영화이다. 존 트라볼타 등이 주연으로 출연하였고 로버트 스티그우드 등이 제작에 참여하였다.

## 출연

### 주연
- 존 트라볼타

### 조연
- 신시아 로즈
- 피놀라 휴즈
- 스티브 인우드
- 줄리 보바소

## 제작진
- 원조: 닉 콘
- 프로듀서: 제임스 D. 브러베이커
- 미술: 로버트 F. 보일
- 의상: 토머스 M. 브론슨
- 의상: 밥 맥키
- 배역: 론다 영